# Малые Дыды
Малые Дыды — упразднённое село в Архаринском районе Амурской области России. Исключено из учётных данных в 1974 году.

## География
Село располагалось на левом берегу реки Большая Дыды в месте впадения в неё реки Малая Дыды, на расстоянии примерно 32 километров (по прямой) к северо-востоку от села Грибовка.

## История
Решением Амурского исполкома от 7 июня 1974 года № 253, село Малые Дыды исключено из учётных данных как несуществующее.